# پیروزی (بازی ویدئویی)
پیروزی (انگلیسی: Vanquish) یک بازی ویدئویی اکشن تیراندازی سوم شخص است که توسط پلاتینیوم گیمز ساخته شده و توسط سگا برای کنسول‌های بازی ویدیوئی اکس‌باکس ۳۶۰ و پلی‌استیشن ۳ منتشر شده‌است. توسعه آن در سال ۲۰۰۷ آغاز شد و در اکتبر ۲۰۱۰ در سراسر جهان منتشر شد. یک درگاه برای ویندوز در تاریخ ۲۷ مه ۲۰۱۷ منتشر شد.
مجموعه ای نیز با نام بسته سالگرد ۱۰ سالگی بایونتا و پیروزی که شامل نسخه‌های بازسازی شده پلاتینیوم گیمز برای پیروزی و بایونتا است، برای پلی‌استیشن ۴ و اکس‌باکس وان در ۱۸ فوریه ۲۰۲۰ منتشر شد.
| گردآورنده | امتیاز      | امتیاز      |
| گردآورنده | پلی‌استیشن ۳ | اکس‌باکس ۳۶۰ |
| --------- | ----------- | ----------- |
| متاکریتیک | 84/100      | 84/100      |

| ناشر                   | امتیاز      | امتیاز      |
| ناشر                   | پلی‌استیشن ۳ | اکس‌باکس ۳۶۰ |
| ---------------------- | ----------- | ----------- |
| دستراکتید              | ن/م         | 5/10        |
| اج                     | 8/10        | ن/م         |
| یوروگیمر               | ن/م         | 9/10        |
| گیم اینفورمر           | ن/م         | 7.75/10     |
| گیم‌پرو                 | ن/م         | [ ۹ ]       |
| گیم رولیشن             | B+          | B+          |
| گیم‌اسپات               | 9/10        | 9/10        |
| گیم‌تریلرز              | ن/م         | 9/10        |
| گیم‌زون                 | 7/10        | 7/10        |
| جاینت بامب             | [ ۱۴ ]      | [ ۱۴ ]      |
| آی‌جی‌ان                 | 8.5/10      | 8.5/10      |
| جویستیک                | ن/م         | [ ۱۶ ]      |
| اواکس‌ام (ایالات متحده) | ن/م         | 9/10        |
| پی‌اس‌ام                 | 8/10        | ن/م         |
| The Daily Telegraph    | ن/م         | 9/10        |
| The Escapist           | [ ۲۰ ]      | ن/م         |

| ناشر           | جایزه                             |
| -------------- | --------------------------------- |
| CGR, Zavvi.com | Game of the Year                  |
| X360           | Best Shooter                      |
| IGN            | Best Sci-Fi Game (PS3)            |
| GameSpot       | Best Game No One Played           |
| GameSpot       | Best Original Game Mechanic       |
| GamesRadar     | Most "Oh Shit" Moments Per Minute |

## یادداشت
1. ↑  Additional work for مایکروسافت ویندوز by Little Stone Software